# Rob White
Robert White, detto Rob (Camblesforth, 15 luglio 1965), è un ingegnere britannico,  attualmente il responsabile tecnico per il motore del team di Formula Uno Renault.

## La carriera
Dopo la scuola White lavora per la Jaguar, che lo sostiene negli studi di ingegneria meccanica presso l'Università di Southampton. White ottiene la laurea nel 1987. Dopo la laurea White risponde a un annuncio della Cosworth e viene assunto per sviluppare il progetto dell'IndyCar, lavorando sotto la direzione di Steve Miller.
Nel 1990 White viene promosso quale ingegnere capo. Due anni dopo si trasferisce in California, andando a collaborare con Cosworth USA.
Nel 1997 White torna in Inghilterra per assumere il ruolo di capo ingegnere della Cosworth in Formula 1. Nel 2003, tre anni prima dell'abbandono della Ford della F1 e un anno prima della cessione della Cosworth a Kevin Kalkhoven, White lascia la Cosworth. L'anno seguente passa alla Renault F1 quale direttore tecnico dei motori assieme a Bob Bell (quale responsabile del telaio).
Nell'aprile del 2005 White viene promosso a direttore dell'intero progetto del motore della Renault F1, dopo la partenza di Bernard Dudot. Ciò comporta il trasferimento presso la sede di Viry-Châtillon in Francia. All'epoca della nomina White non parla francese, pur dovendo collaborare con tecnici francesi. Mantiene comunque il suo ruolo di direttore tecnico.